# 243

## Esdeveniments
- L'emperador Gordià III recupera les ciutats de Hatra, Nísibis i Carrhae de mans dels sassànides després de vèncer en la batalla de Resaena

## Naixements
- Sun Liang, emperador chinès del Regne de Wu (d. 260).

## Necrològiques
- Gu Yong, ministre del Regne de Wu (n. 168)
- Kan Ze, assessor del Regne de Wu.
- Timesiteu, conseller i Prefecte del Pretori (n. 190).